# Staurotheca jaederholmi
Staurotheca jaederholmi är en nässeldjursart som beskrevs av Eberhard Stechow 1920. Staurotheca jaederholmi ingår i släktet Staurotheca och familjen Sertulariidae. Inga underarter finns listade i Catalogue of Life.